# 제40회 대종상
제40회 대종상은 2003년 6월 20일에 열린 시상식이다.

## 수상 및 후보

### 최우수작품상
- 살인의 추억 - 싸이더스 수상

### 감독상
- 살인의 추억 - 봉준호 수상

### 시나리오상
- 선생 김봉두 - 장규성, 이원형 수상

### 남우주연상
- 살인의 추억 - 송강호 수상

### 여우주연상
- 중독 - 이미연 수상

### 남우조연상
- 지구를 지켜라 - 백윤식 수상

### 여우조연상
- 광복절 특사 - 송윤아 수상

### 신인남자배우상
- 동갑내기 과외하기 - 권상우 수상

### 신인여자배우상
- 클래식 - 손예진 수상

### 신인감독상
- 지구를 지켜라 - 장준환 수상

### 촬영상
- 광복절 특사 - 정광석 수상

### 편집상
- 챔피언 - 박곡지 수상

### 조명상
- 살인의 추억 - 이강산 수상

### 음악상
- 로드 무비 - 이한나 수상

### 의상상
- 성냥팔이 소녀의 재림 - 임선옥 수상

### 미술상
- 성냥팔이 소녀의 재림 - 이철호, 최정화 수상

### 기획상
- 선생 김봉두 - 김미희 수상

### 영상기술상
- 성냥팔이 소녀의 재림 - 차수민, 황현규, 김병기 수상

### 음향기술상
- 지구를 지켜라 - 이지수, 최태영 수상